# Anastatus redini
Anastatus redini är en stekelart som först beskrevs av Girault 1925.  Anastatus redini ingår i släktet Anastatus och familjen hoppglanssteklar. Inga underarter finns listade i Catalogue of Life.